# MCI (интерфейс)
MCI (англ. Media Control Interface — интерфейс управления носителями) — программный интерфейс (API) в системе Windows, предназначенный для управления носителями звуковой и видеоинформации и средствами их записи/воспроизведения.
Интерфейс входит в состав расширения MME и предоставляет средства для воспроизведения звуковых и видеодисков, записи и воспроизведения звуковых и видеофайлов, управления внешними магнитофонами, рекордерами, тюнерами и т. п.
Кроме функций, доступных из основных языков программирования (C/C++, Pascal, BASIC), MCI предоставляет аппарат текстовых команд (Multimedia Command Strings). Текстовые команды реализуют наиболее типовые операции и могут быть легко сформированы программой на любом языке. Например, команда «play cdaudio» запускает воспроизведение звукового компакт-диска.